# Society of Economic Geologists
Die Society of Economic Geologists (SEG) wurde am 28. Dezember 1920 gegründet. Die Organisation ist ein Zusammenschluss von Geowissenschaftlern, welche sich das Ziel gesetzt haben, das Interesse an der Geologie zu fördern und der damit verbundenen Gebiete Lagerstättenkunde, Bergbau und Erkundung. Die SEG ist sehr international und hat über 4000 Mitglieder in 80 Ländern. 
Die Society ist auch der Herausgeber der Zeitschrift Economic Geology.
Die SEG vergibt mehrere Preise, darunter die Penrose-Goldmedaille.

## SEG Student Chapter
Die Society of Economic Geologists unterhält weltweit 113 aktive Chapters (Ortsgruppen) in 33 Ländern. In diesen Gruppen treffen sich Studenten, welche an der Lagerstättengeologie und damit verbundene Themen interessiert sind und tauschen sich über ihr gemeinsames Interesse aus. Des Weiteren werden Vorträge und Exkursionen ins Feld organisiert. In Deutschland gibt es zwei SEG Chapter, das eine befindet sich an der TU Bergakademie Freiberg, das andere an der RWTH Aachen.  In Österreich gibt es ein SEG Chapter an der Montanuniversität Leoben, in der Schweiz an der ETH Zürich.